# Svizzera all'Eurovision Song Contest 1986
La Selezione Svizzera per l'Eurofestival 1986 si svolse a Zurigo nel 1986 presentata da Paola del Medico.
La selezione dalla cantante di origine italiana Daniela Simmons, che poi all'Eurofestival sarebbe arrivata seconda con 140 punti.

## Canzoni in ordine di classifica
| Posizione | Canzone                   | Artista                           |
| 1.        | Pas pour moi              | Daniela Simmons                   |
| 2.        | Amore mio                 | Paolo Monte                       |
| 3.        | Fou d'amour pour toujours | Scarlet Chessex                   |
| 4.        | Tragnölin                 | Linard Bardill & Shefali Banerjee |
| 5.        | Generation liberté        | Test                              |
| 6.        | Un amore come una fiaba   | Simonetta                         |
| 7.        | Iside Lily Lilas          | Gruppo Pocafera Lily Lilas        |
| 9.        | Verschänk doch dini liebi | Nöggi                             |